# Thomas Lück (chanteur)
 (octobre 2019).
Si vous disposez d'ouvrages ou d'articles de référence ou si vous connaissez des sites web de qualité traitant du thème abordé ici, merci de compléter l'article en donnant les références utiles à sa vérifiabilité et en les liant à la section « Notes et références ».
Pour les articles homonymes, voir Lück.
Thomas Lück, nom de scène de Frieder Lück, né le 14 février 1943 à Dranske et mort le 10 octobre 2019 à Leegebruch, est un chanteur et acteur allemand.

## Biographie
Thomas Lück suit une formation en électromécanique. À 18 ans, il commence sa carrière comme chanteur du Manfred-Lindenberg-Sextett. Pendant son service dans la NVA, il forme son propre groupe et réussit un casting de la Rundfunk der DDR en 1964, ce qui lui permet d'enregistrer Nimm den Nachtzug en 1965. En 1966, il fait sa première apparition à la télévision avec le titre Hallo Fräulein Sonnenschein. Il collabore avec Arndt Bause, Rudi Werion, Ralf Petersen, Siegfried Schulte, Gerhard Siebholz, Dieter Birr ou Andreas Holm. Il sort une vingtaine de disques chez Amiga.
De 1969 à 1974, il est acteur à la télévision et dans des comédies musicales de la DEFA.
En 1997, il commence à se produire avec Andreas Holm pour des concerts et des disques.
Au printemps 2019, Lück met fin à sa carrière sur scène à cause du cancer de la peau, dont il souffre depuis trois années
. Il meurt en octobre de la même année à l'âge de 76 ans.
Il est le compagnon de Petra Kusch-Lück de 1967 à 1970, d'Aurora Lacasa de 1970 à 1975 et de Nina Hagen de 1975 à 1976.

## Filmographie
- 1969 : Seltsame Liebesbriefe (TV)
- 1970 : Wir kaufen eine Feuerwehr
- 1972 : Seegeschichten (TV)
- 1974 : Polizeiruf 110: Das Inserat (série télévisée)
- 1976 : Liebesfallen